# Gena Rowlands
Pour les articles homonymes, voir Rowlands.
Virginia Cathryn Rowlands, dite Gena Rowlands, est une actrice américaine, née le 19 juin 1930 à Cambria (Wisconsin) et morte le 14 août 2024 à Indian Wells (Californie).

## Biographie

### Origines
Virginia Rowlands naît à Cambria, un village faisant partie de l'agglomération de Madison, dans le Wisconsin, au sein d'une famille d'origine galloise. Son père est un homme politique local et sa mère est femme au foyer. En 1939, toute sa famille déménage à Washington lorsque son père est affecté au département de l’Agriculture des États-Unis. La famille rentre au Wisconsin en 1942, s'installant cette fois à Milwaukee.

### Formation
Dès l'adolescence, elle est fascinée par Bette Davis, ce qui la pousse à prendre des cours de théâtre. Elle commence des études supérieures à l'université du Wisconsin, mais abandonne tout et s'installe à New York pour suivre des cours à l'American Academy of Dramatic Arts. Elle obtient son diplôme en 1952.
Elle amorce sa carrière sur les planches dans des compagnies théâtrales qui montent des pièces de répertoire et, l'été, joue du théâtre plus expérimental au Provincetown Playhouse (en). Elle fait ses débuts sur Broadway dans The Seven Year Itch (en) de George Axelrod. Le succès de la production lui permet de faire une tournée nationale.

### Carrière
Elle obtient son premier rôle à la télévision en 1954 dans la série Top Secret (en) aux côtés de Paul Stewart. Jusqu'à la fin des années 1960, elle apparaît au générique de nombreux épisodes de séries télévisées, dont Robert Montgomery Presents (en), Haute Tension (Kraft Suspense Theatre), Studio One et, à trois reprises, dans Suspicion (The Alfred Hitchcock Hour). Elle participe à plusieurs séries policières ou westerns, comme Johnny Staccato, Bonanza ou Le Virginien. Enfin, elle incarne Teddy, la femme sourde-muette de l'inspecteur Steve Carella, joué par Robert Lansing, dans 87th Precinct (en) (1961-1962), d'après les romans de Ed McBain.
À partir de 1958, elle décroche des contrats au cinéma : son premier film est L'amour coûte cher (The High Cost of Loving) de José Ferrer.

C'est à l'issue d'une représentation théâtrale qu'elle rencontre son futur époux John Cassavetes (mort en 1989). Ils se marient quatre mois après leur rencontre, en 1954. Elle est attirée par le théâtre et la télévision en direct, mais son époux est, lui, fasciné par le monde du cinéma. Elle dit : 

« Il savait si bien transmettre son enthousiasme que nous l'avons suivi les yeux fermés. »

 Elle sera donc sa muse et tournera dix films avec lui. Sept d'entre eux ont pour réalisateur Cassavetes : Un enfant attend (A Child Is Waiting, 1963), Faces (1968), Minnie et Moskowitz (Minnie and Moskowitz, 1971), Une femme sous influence (A Woman Under the Influence, 1974), rôle qui vaut à Rowlands une nomination pour l'Oscar de la meilleure actrice, Opening Night (1977), Gloria (1980), nouvelle nomination pour l'Oscar de la meilleure actrice, et Love Streams (1984). Dans les trois autres films, les époux jouent ensemble : Les Intouchables (Gli Intoccabili, 1969), Un tueur dans la foule (Two-Minute Warning, 1976) et Tempête (Tempest, 1982).
En 1985, elle accepte de jouer dans Un printemps de glace (An Early Frost), le tout premier téléfilm à avoir pour sujet le SIDA alors que l'épidémie fait les manchettes des journaux. Elle reçoit pour le rôle de Katherine Pierson, la mère, une nomination pour le Golden Globe de la meilleure actrice dans une mini-série ou un téléfilm et une nomination pour le Primetime Emmy Award de la meilleure actrice dans une mini-série ou un téléfilm.
En 1988, Woody Allen écrit pour elle le rôle de Marion dans Une autre femme (Another Woman), film dont le style et les thèmes sont nettement influencés par Ingmar Bergman.
En 2015, elle reçoit deux prix pour l'ensemble de sa carrière : un prix spécial du Los Angeles Film Critics Association et un Oscar d'honneur de l'Academy of Motion Picture Arts and Sciences.

### Vie privée
Elle a eu avec John Cassavetes trois enfants : Nick, acteur et réalisateur, Alexandra, actrice et réalisatrice, et Zoe, scénariste, actrice et réalisatrice.

### Maladie et mort
Son fils Nick Cassavetes indique dans un entretien donnée au magazine Entertainment Weekly le 25 juin 2024 que sa mère est atteinte de la maladie d'Alzheimer depuis cinq ans,.
Gena Rowlands meurt le 14 août 2024 à Indian Wells en Californie, à l'âge de 94 ans,. Elle est inhumée au Westwood Village Memorial Park Cemetery aux côtés de John Cassavetes.

## Filmographie

### Cinéma
- 1958 : L'amour coûte cher (High cost of Loving) de José Ferrer : Jenny Fry
- 1959 : Shadows de John Cassavetes : la femme dans le public du night-club (non créditée)
- 1962 : Seuls sont les indomptés (Lonely Are the Brave) de David Miller : Jerry Bondi
- 1962 : L'Homme de Bornéo (The Spiral Road) de Robert Mulligan : Els
- 1963 : Un enfant attend (A Child Is Waiting) de John Cassavetes : Sophie Widdicombe / Benham
- 1967 : Tony Rome est dangereux (Tony Rome) de Gordon Douglas : Rita Kosterman
- 1968 : Faces de John Cassavetes : Jeannie Rapp
- 1968 : Les Intouchables (Gli Intoccabili) de Giuliano Montaldo : Rosemary Scott
- 1971 : Minnie et Moskowitz (Minnie and Moskowitz) de John Cassavetes : Minnie Moore
- 1974 : Une femme sous influence (A Woman Under the Influence) de John Cassavetes : Mabel Longhetti
- 1976 : Un tueur dans la foule (Two-Minute Warning) de Larry Peerce : Janet
- 1977 : Opening Night de John Cassavetes : Myrtle Gordon
- 1978 : Têtes vides cherchent coffres pleins (The Brink's Job) de William Friedkin : Mary Pino
- 1980 : Gloria de John Cassavetes : Gloria Swenson
- 1982 : Tempête (Tempest) de Paul Mazursky : Antonia Dimitrius
- 1984 : Love Streams de John Cassavetes : Sarah Lawson
- 1987 : Light of Day de Paul Schrader : Jeanette Rasnick
- 1988 : Une autre femme (Another Woman) de Woody Allen : Marion
- 1991 : Ted and Venus de Bud Cort : Mme Turner
- 1991 : Ce cher intrus (Once Around) de Lasse Hallström : Marilyn Bella
- 1991 : Night on Earth de Jim Jarmusch : Victoria Snelling
- 1995 : Amour et Mensonges (Something to Talk About) de Lasse Hallström : Georgia King
- 1995 : La Bible de néon (The Neon Bible) de Terence Davies : tante Mae
- 1996 : Décroche les étoiles (Unhook the Stars) de Nick Cassavetes : Mildred "Millie" Hawks
- 1997 : She's So Lovely de Nick Cassavetes : Mme Green
- 1998 : La Carte du cœur (Playing by Heart) de Willard Carroll (en) : Hannah
- 1998 : Paulie, le perroquet qui parlait trop (Paulie) de John Roberts (réalisateur) : Ivy
- 1998 : Ainsi va la vie (Hope Floats) de Forest Whitaker : Ramona Calvert
- 1998 : Les Puissants (The Mighty) de Peter Chelsom : Susan Gram Pinneman
- 1999 : The Week-end de Brian Skeet (en) : Laura Ponti
- 2004 : Taking Lives : Destins violés (Taking Lives) de D. J. Caruso : Mme Asher
- 2004 : N'oublie jamais (The Notebook) de Nick Cassavetes : Allie Calhoun
- 2005 : La Porte des secrets (The Skeleton Key) de Iain Softley : Violet Devereaux
- 2005 : Paris, je t'aime (segment 6e arrondissement, Quartier Latin) : Gena
- 2007 : Persepolis : grand-mère de Marjane (voix anglaise)
- 2007 : Broken English de Zoe Cassavetes : Vivien Wilder-Mann
- 2011 : Olive de Patrick Gilles et Hooman Khalili : Tess M. Powell
- 2012 : Yellow de Nick Cassavetes : Mimi
- 2013 : Parts per Billion (en) de Brian Horiuchi : Esther
- 2014 : Six Dance Lessons in Six Weeks (en) d'Arthur Allan Seidelman : Lily Harrison

### Télévision

#### Téléfilms
- 1978 : A Question of Love de Jerry Thorpe : Linda Ray Guettner
- 1979 : Strangers: The Story of a Mother and Daughter de Milton Katselas : Abigail Mason
- 1983 : Thursday's Child de David Lowell Rich : Victoria Alden
- 1985 : Un printemps de glace (An Early Frost) de John Erman : Katherine Pierson
- 1985 : Nederland C de Guusje Prent, Michael Ventura, Guus van Waveren : Geïnterviewd actrice
- 1987 : Betty Ford, femme de président (The Betty Ford Story) de David Greene : Betty Ford
- 1990 : Montana de William A. Graham : Bess Guthrie
- 1991 : Face of a Stranger de Claudia Weill : Pat Foster
- 1992 : Crazy in Love de Martha Coolidge : Honora Swift
- 1993 : Silent Cries (en) d'Anthony Page : Peggy Sutherland
- 1994 : Parallel Lives de Linda Yellen : Francie Pomerantz
- 1998 : Best Friends for Life de Michael Switzer : Mme Harriet Cahill
- 1998 : Grace and Glorie d'Arthur Allan Seidelman : Grace Stiles
- 2000 : La Couleur de l'amour (The Color of Love: Jacey's Story) de Sheldon Larry : Georgia Porter
- 2001 : Wild Iris de Daniel Petrie : Minnie Brinn
- 2002 : Hysterical Blindness de Mira Nair : Virginia Miller
- 2002 : Charms for the Easy Life de Joan Micklin Silver : Charlie Kate Birch
- 2003 : L'Incroyable Mme Ritchie (The Incredible Mrs. Ritchie) de Paul Johansson : Mme Evelyn Ritchie
- 2007 : Des fleurs en hiver (What If God Were the Sun?) de Stephen Tolkin : Melissa Eisenbloom

#### Séries télévisées

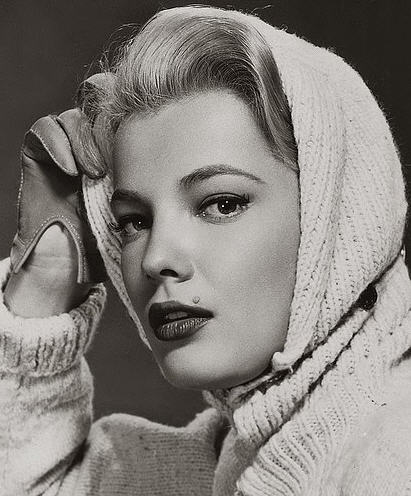
Gena Rowlands en 1955.

- 1954 : Top Secret (saison, épisode : This Man Is Death) : Powell
- 1955 : The Way of the World : Paula Graves
- 1955 : Goodyear Television Playhouse (en) :
  - (saison, épisode : Do It Yourself) : Eve
  - (saison, épisode : The Expendable House) : Betty
- 1955 : The United States Steel Hour (en) (saison, épisode : Ashton Buys a Horse) : Lily
- 1955 : Appointment with Adventure (saison, épisode : Caribbean Cruise)
- 1955 : Studio One (saison 7, épisode 20 : A Chance at Love) : Betty
- 1955 : Armstrong Circle Theatre (saison, épisode : Time for Love) : Lugene
- 1955 : Kraft Television Theatre (saison, épisode : The Ways of Courage (1955)
- 1955 : Robert Montgomery Presents (saison, épisode : The Great Gatsby) : Myrtle Wilson
- 1958 : General Electric Theater (saison, épisode : The Girl with the Flaxen Hair) : Dorothy Dickenson
- 1959 : Riverboat (série télévisée) (saison, épisode : Guns for Empire) : Rose Traynor
- 1959 : Markham (saison 1, épisode 28 : The Altar) : Rita Evans
- 1959 : Johnny Staccato (saison 1, épisode 9 : Vole, chérie, vole !) : Nina
- 1959 : Laramie (saison 1, épisode 9 : The Run to Tumavaca) : Laurel DeWalt
- 1960 : The Tab Hunter Show (saison, épisode : Double Trouble) : Barbara / Penelope
- 1960 : Alfred Hitchcock présente (Alfred Hitchcock Presents) (saison 6, épisode 02 : The Doubtful Doctor) : Lucille Jones
- 1960 : Aventures dans les îles (Adventures in Paradise) (saison 1, épisode 28 : Le Plongeon de la mort) : Dr Abigail Brent
- 1961 : Target: The Corruptors (saison, épisode : The Poppy Vendor) : Marian Praisewater
- 1961 : The Islanders (saison 1, épisode 20 : Island Witness) : Pepper Mint
- 1961-1962 : 87th Precinct : Teddy Carella
  - (saison 1, épisode 1 : The Floater)
  - (saison 1, épisode 2 : Lady in Waiting)
  - (saison 1, épisode 6 : Occupation: Citizen)
  - (saison 1, épisode 25 : Step Forward)
- 1962-1964 : Suspicion (The Alfred Hitchcock Hour) :
  - (saison 1, épisode 11 : Ride the Nightmare) : Helen Martin
  - (saison 1, épisode 23 : The Lonely Hours) : Louise Henderson
  - (saison 2, épisode 19 : Murder Case) : Diana Justin
- 1963 : Breaking Point (saison 1, épisode 14 : Heart of Marble, Body of Stone) : Shelley Osborne Peters
- 1963 : Bob Hope Presents the Chrysler Theatre (saison, épisode : It's Mental Work) : June
- 1963 : Le Virginien (The Virginian) (saison 2, épisode 3 : No Tears for Savannah) : Savannah
- 1963 : Bonanza (saison 5, épisode 1 :  La Belle de San Francisco) : Ragan Miller
- 1963 : 77 Sunset Strip (saison 5, épisode 25 : Flight 307) : Barbara Adams
- 1963 : The Lloyd Bridges Show (saison, épisode : A Personal Matter) : Leslie Kaufman
- 1963 : The Dick Powell Show (en) (saison, épisode : Project X) : Mrs. Canfield
- 1963 - 1965 : Kraft Suspense Theatre :
  - (saison, épisode : One Step Down) : Janet Cord
  - (saison, épisode : Won't It Ever Be Morning?) : Lois Baxter
- 1964 : L'Homme à la Rolls :
  - (saison, épisode : Who Killed What's His Name?) : Paullette Shane
  - (saison, épisode : Who Killed Annie Foran?) : Mitzi Carlisle
- 1964 : Dr. Kildare (saison, épisode : To Walk in Grace) : Helen Scott
- 1966 : The Long, Hot Summer (en) (saison 1, épisode 20 : From This Day Forward) : Karen Roberts
- 1966 : Match contre la vie (Run for Your Life) (saison 1, épisode 17 : The Rediscovery of Charlotte Hyde) : Charlotte Hyde
- 1967 : Peyton Place (39 épisodes) : Adrienne Van Leyden
- 1967 : Annie, agent très spécial (The Girl from U.N.C.L.E.) (saison 1, épisode 20 : La Fontaine de jouvence) : Baroness Ingrid Blangstead
- 1967 : The Road West (saison, épisode : Beyond the Hill) : Karen Collier
- 1968 : Nick Quarry (programme court)
- 1968 : Commando Garrison (Garrison's Gorillas) (saison 1, épisode 24 : The Frame-Up) : Duchess
- 1971 - 1973 : Médecins d'aujourd'hui :
  - (saison, épisode : The Man in Hiding) : Frances Delaney
  - (saison, épisode : Child of Violence) : Karen Coberly
- 1972 : Ghost Story (saison 1, épisode 2 : The Concrete Captain) : Kate Lucas
- 1974 : Docteur Marcus Welby (Marcus Welby, M.D.) (saison 6, épisode 13 : The 266 Days) : Lorraine Denby
- 1975 : Columbo (saison 4, épisode 5 : Play Back) : Elizabeth Van Wick
- 1983 : Faerie Tale Theatre (saison, épisode : Rapunzel) : Witch
- 2006 : Numb3rs (saison 3, épisode 3 : L'Art de l'imposture) : Erika Hellman
- 2009 : Monk (saison 7, épisode 12 : Monk et sa nouvelle amie) : Marge Johnson
- 2010 : NCIS : Enquêtes spéciales (NCIS) (saison 7, épisode  : L'Amour d'une mère) : Joann, ex belle-mère de Gibbs

## Distinctions

### Récompenses
- Festival international du film de Saint-Sébastien 1975 : Prix d'interprétation féminine pour Une femme sous influence
- Golden Globes 1975 : meilleure actrice dans un film dramatique pour Une femme sous influence
- Berlinale 1978 : Ours d'argent de la meilleure actrice pour Opening Night
- Satellite Awards 2005 : meilleure actrice dans second rôle dans N'oublie jamais
- Los Angeles Film Critics Association Awards 2014 : Career Achievement Award
- Oscars 2016 : Oscar d'honneur

### Nominations
- Oscars 1975 : meilleure actrice pour Une femme sous influence
- Oscars 1981 : meilleure actrice pour Gloria